# 伊-270攔截機
I-270是第二次世界大戰後蘇聯米格設計局以納粹德國的Me 263戰鬥機為藍本開發的火箭截擊機，和德國Me 263相比，I-270改為平直翼和加上水平尾翼從而令其尾翼成T字形，後來因為噴射動力的米格-15戰鬥機更有發展潛力，I-270成為曇花一現的戰鬥機項目。

## 基本資料
- 乘員：1人

- 全長：8.92米

- 翼展：7.75米

- 全高：3.08米

- 翼面積：12平方米

- 空重：1,546公斤

- 載重：4,120公斤

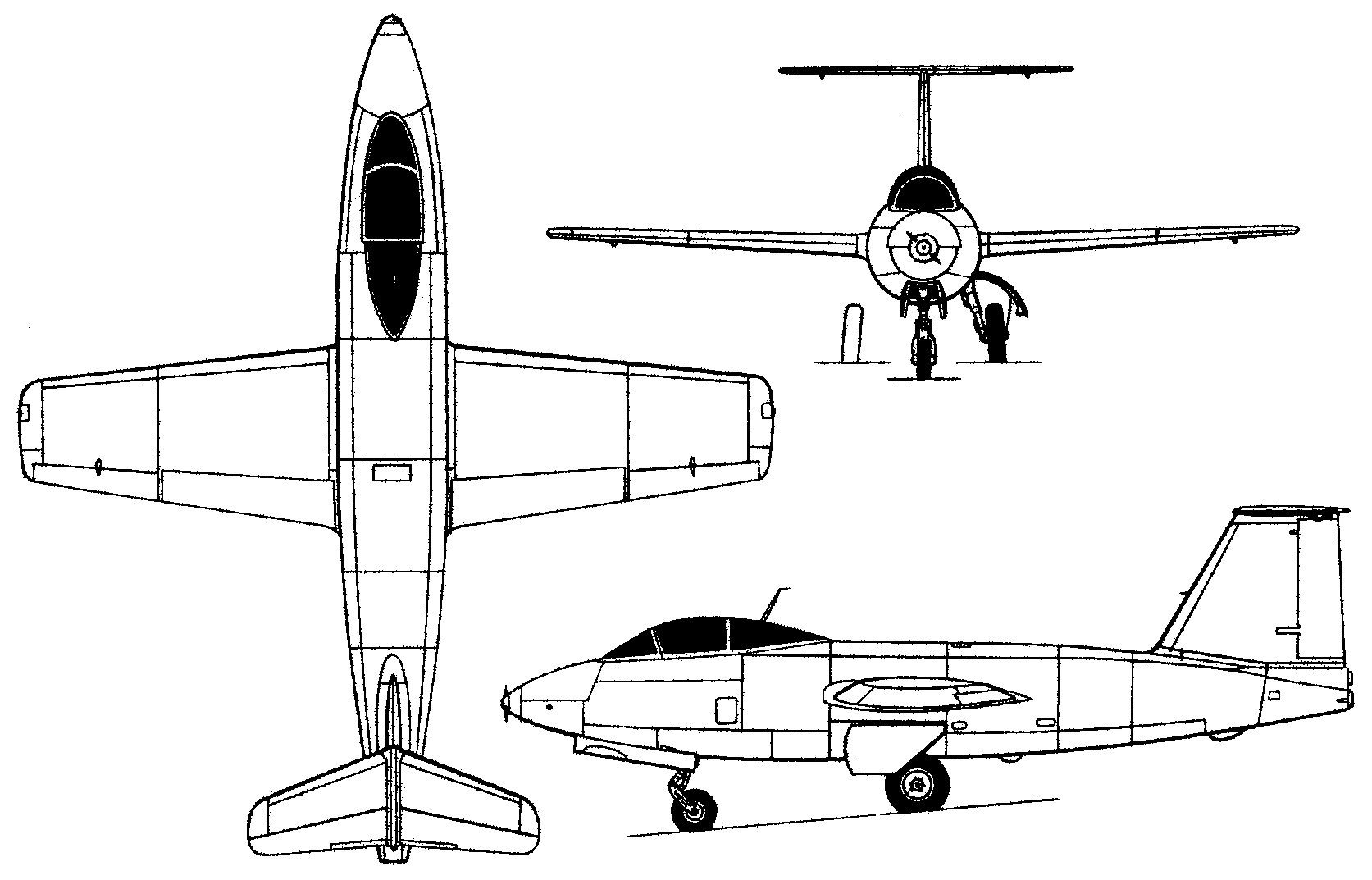
I-270三視圖

- 最快速度：936公里/小時（在15,000米）

- 昇限：17,000米

- 發動機：一具火箭發動機（推力=14.2kN）

- 武裝：2支23毫米口徑機炮

## 使用國家
- 苏联

## 参阅
- Me 163戰鬥機
- Me 263戰鬥機
- J8M秋水火箭機